# Zack Ward
Zacharias Ward (Toronto, Ontario; 31 de agosto de 1970) es un actor canadiense-estadounidense. Es conocido por sus interpretaciones como en A Christmas Story (1983), Freddy vs. Jason (2003), Resident Evil: apocalipsis (2004) y Postal (2007).

## Biografía
Ward nació como Zacharias Ward el 31 de agosto de 1970 en Toronto, Ontario, hijo de la actriz Pam Hyatt y de Todd Allen Ward.

## Carrera
Se le conoce sobre todo por su personaje de Dave Scoville (el hermanastro fumeta de Titus) en la serie de FOX Titus y como el matón Scut Farkus en el clásico navideño de 1983 A Christmas Story. Ha tenido papeles como invitado en series de televisión populares como NCIS, Lost y Crossing Jordan, y papeles en películas como Casi famosos, Transformers de Michael Bay, y Ana de las tejas verdes. Ha aparecido en las películas de terror Resident Evil: apocalipsis dirigida por Alexander Witt y Paul W. S. Anderson, y Freddy vs. Jason de Ronny Yu. Ward también ha tenido papeles protagonistas en BloodRayne 2: Deliverance y Postal, ambas dirigidas por el alemán Uwe Boll, y se le puede ver en Alone in the Dark II y The Devil's Tomb.
En 2014, cofundó la productora cinematográfica Grit Film Works con James Cullen Bressack. Las dos primeras películas que coprodujo con Grit Film Works fueron el thriller Bethany y la película de terror Restoration.
Ward es consejero delegado de Global Sports Financial Exchange, Inc desde 2017.
En 2022, 4retomó su papel de Scut Farkus en la secuela de A Christmas Story, A Christmas Story Christmas, para Warner Bros. Pictures y HBO Max.

## Vida privada
El 18 de agosto de 2018, Ward se casó con la actriz y productora Jennifer McMahan.